# حزب سوسیالیست بریتانیا
حزب سوسیالیست بریتانیا (به انگلیسی: British Socialist party) (BSP) یک سازمان سیاسی مارکسیست بود که در سال ۱۹۱۱ در انگلیس تأسیس شد. به دنبال یک دوره طولانی جناحی، در سال ۱۹۱۶ نیروهای ضد جنگ حزب کنترل قاطع حزب را بدست آوردند و جناح راست طرفدار جنگ خود را از بین بردند. پس از پیروزی انقلاب بلشویکی در روسیه در پایان سال ۱۹۱۷ و خاتمه جنگ جهانی اول در سال بعد، این حزب به عنوان یک سازمان آشکارا انقلابی سوسیالیستی ظهور کرد. این حزب در تلاش برای ایجاد یک سازمان کمونیست واحد، با دیگر گروه‌های رادیکال مذاکره کرد، تلاشی که در اوت ۱۹۲۰ با تأسیس حزب کمونیست بریتانیا به اوج خود رسید. سازمان جوانان لیگ سوسیالیست جوان به این حزب وابسته بود.